# Archeologisch museum van Hatay
Het Archeologisch museum van Hatay (Turks: Hatay Arkeoloji Müzesi) staat enkele kilometers ten noorden van het centrum van  Antakya. Het toont de archeologische geschiedenis van de Hatay. 

## Geschiedenis
De bouw van het museum begon in 1934, op initiatief van de Franse archeoloog M. Prost. Het was afgewerkt in 1938 en kwam het jaar nadien onder Turkse controle. In 1948 ging het open voor het publiek. Een grondige renovatie en uitbreiding volgde in 1975. In 2013 is het museum verhuisd naar een groot en nieuw gebouw, enkele kilometers naar het noorden.

## Collectie
Het museum is vooral bekend door zijn uitgebreide collectie mozaïeken. Deels gaat het om Byzantijnse muurmozaïeken, maar het meest beroemd zijn de Romeinse vloermozaïeken, waarvan er een honderdtal te zien zijn. Ze zijn afkomstig uit de antieke steden Daphne, Seleucia Pieria, Antiochië en Tarsus. Vele ervan werden blootgelegd tijdens een opgravingscampagne in 1932-1939, gesponsord door Amerikaanse en Franse musea. De gevonden mozaïeken die niet afgestaan zijn aan de sponsors (ongeveer de helft), bevinden zich in het museum.
Een groot deel van de collectie is gedigitaliseerd en kan via de website van het museum worden geraadpleegd.
In 2015 werd bekend dat amateuristische restauraties ernstige schade hadden toegebracht aan verschillende mozaïeken uit de collectie. Een onderzoekscommissie werd aangesteld en gaf opdracht om alle restauratiewerkzaamheden op te schorten.

Mozaïeken
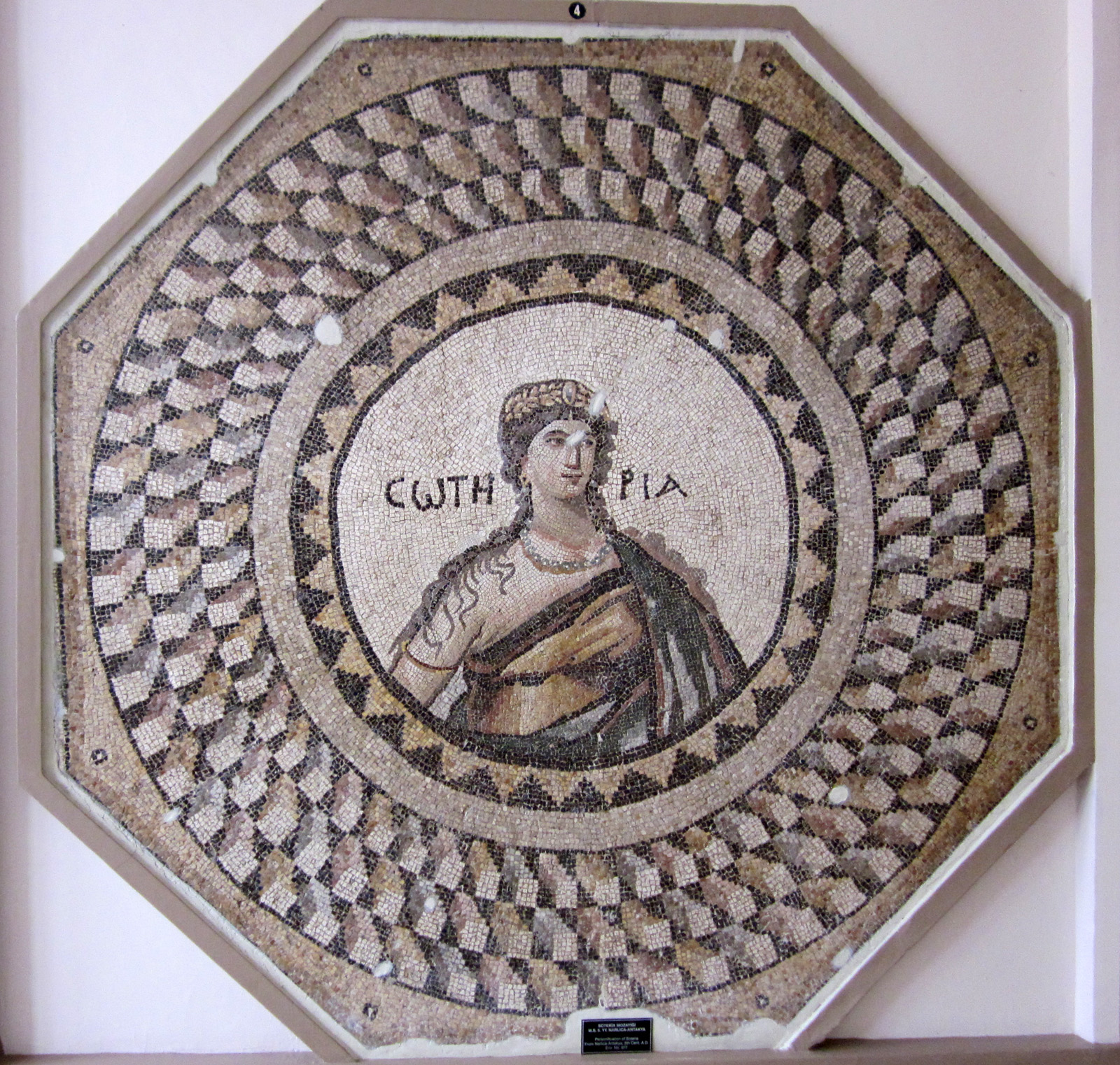
Soteria
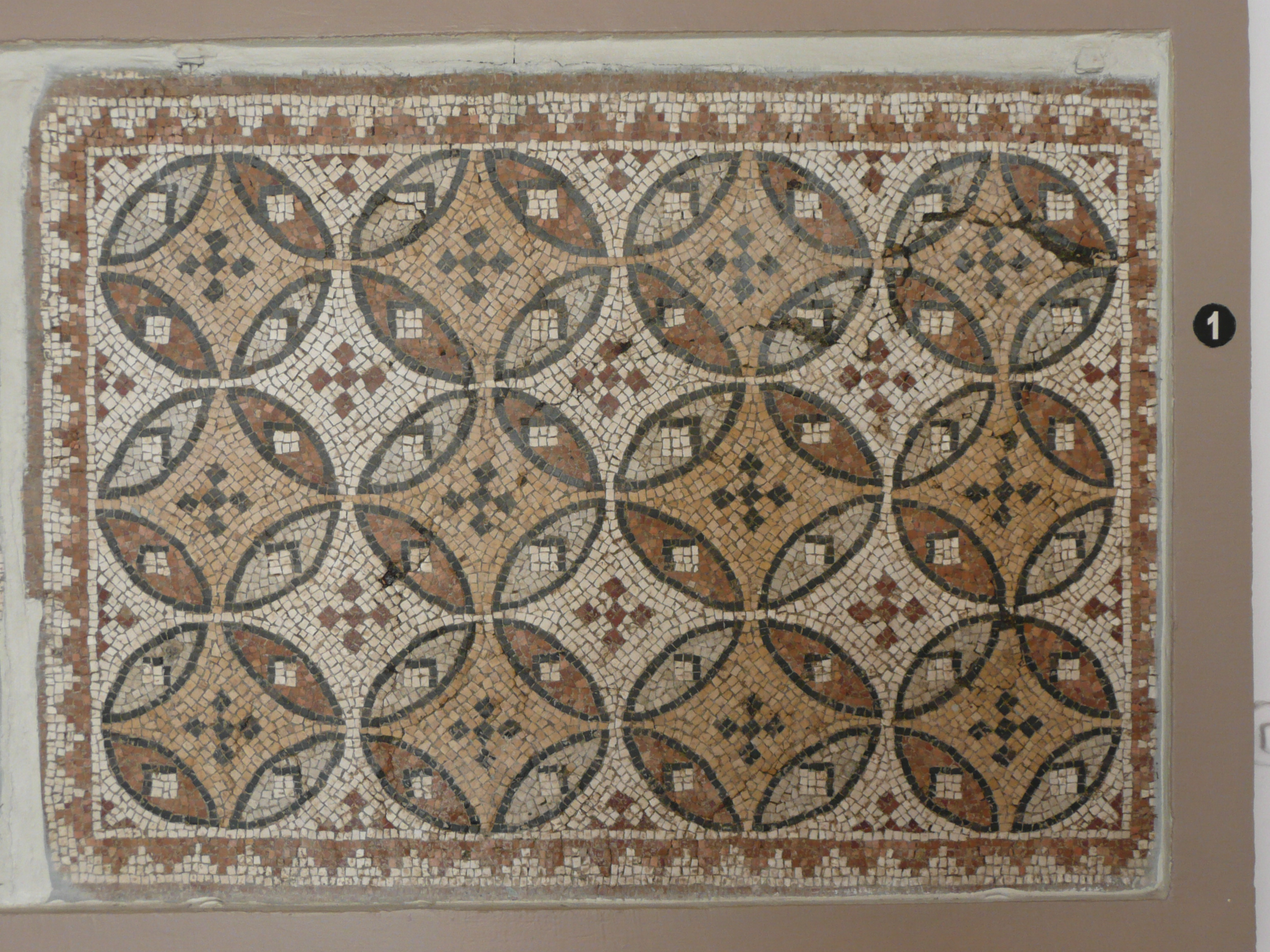
Geometrisch patroon
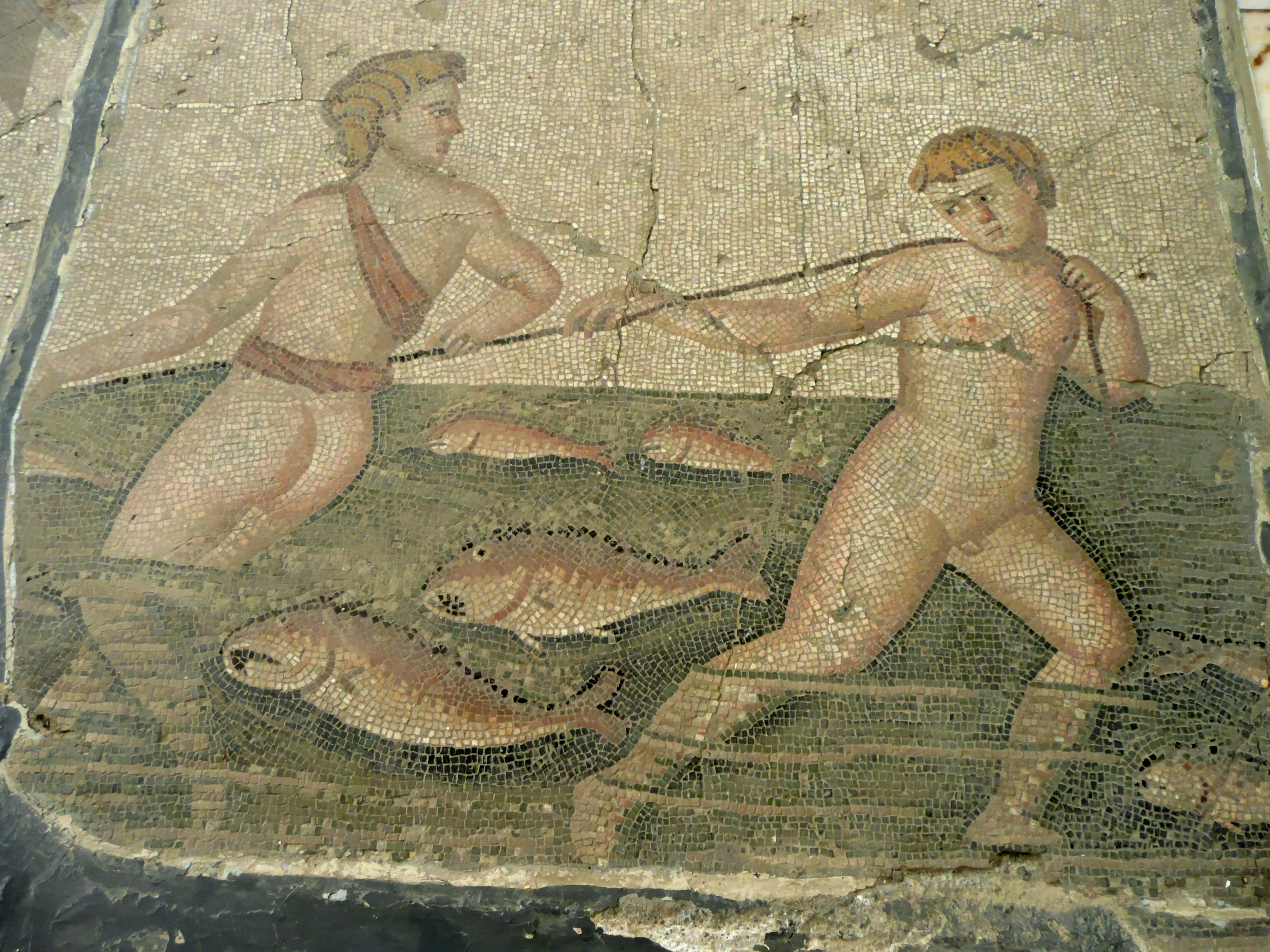
Naakte vissers
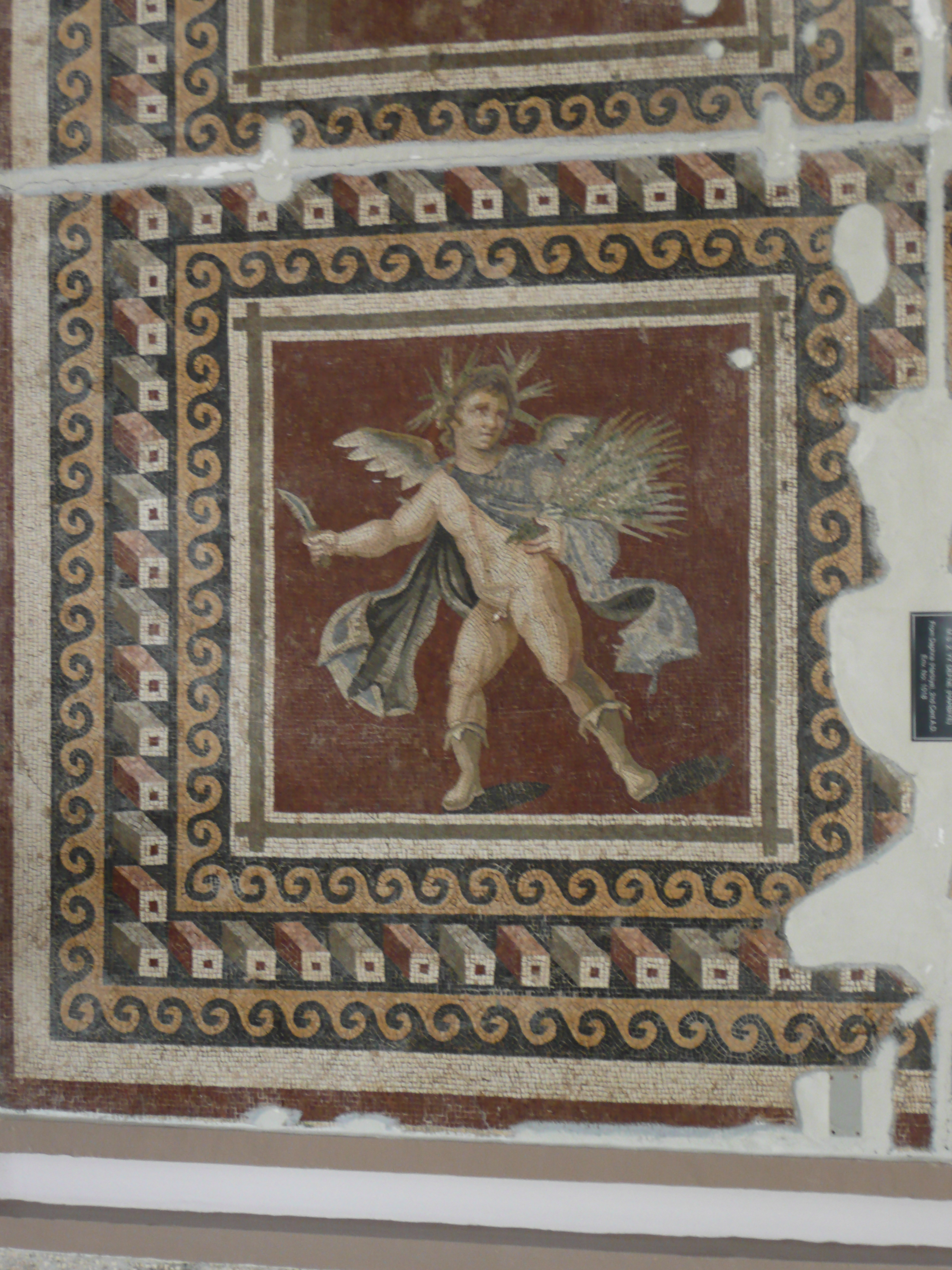
Lente
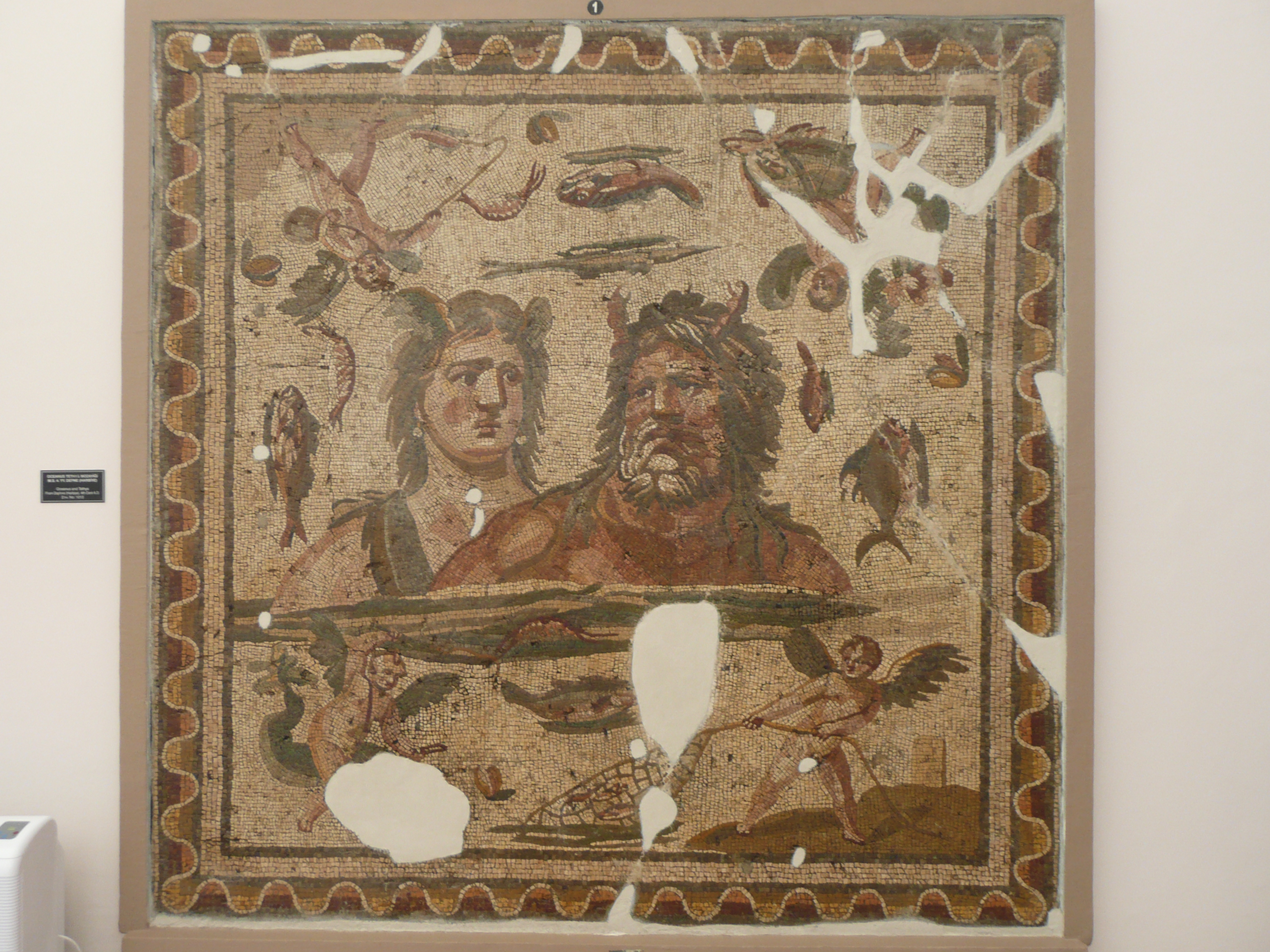
Poseidon en Thetis
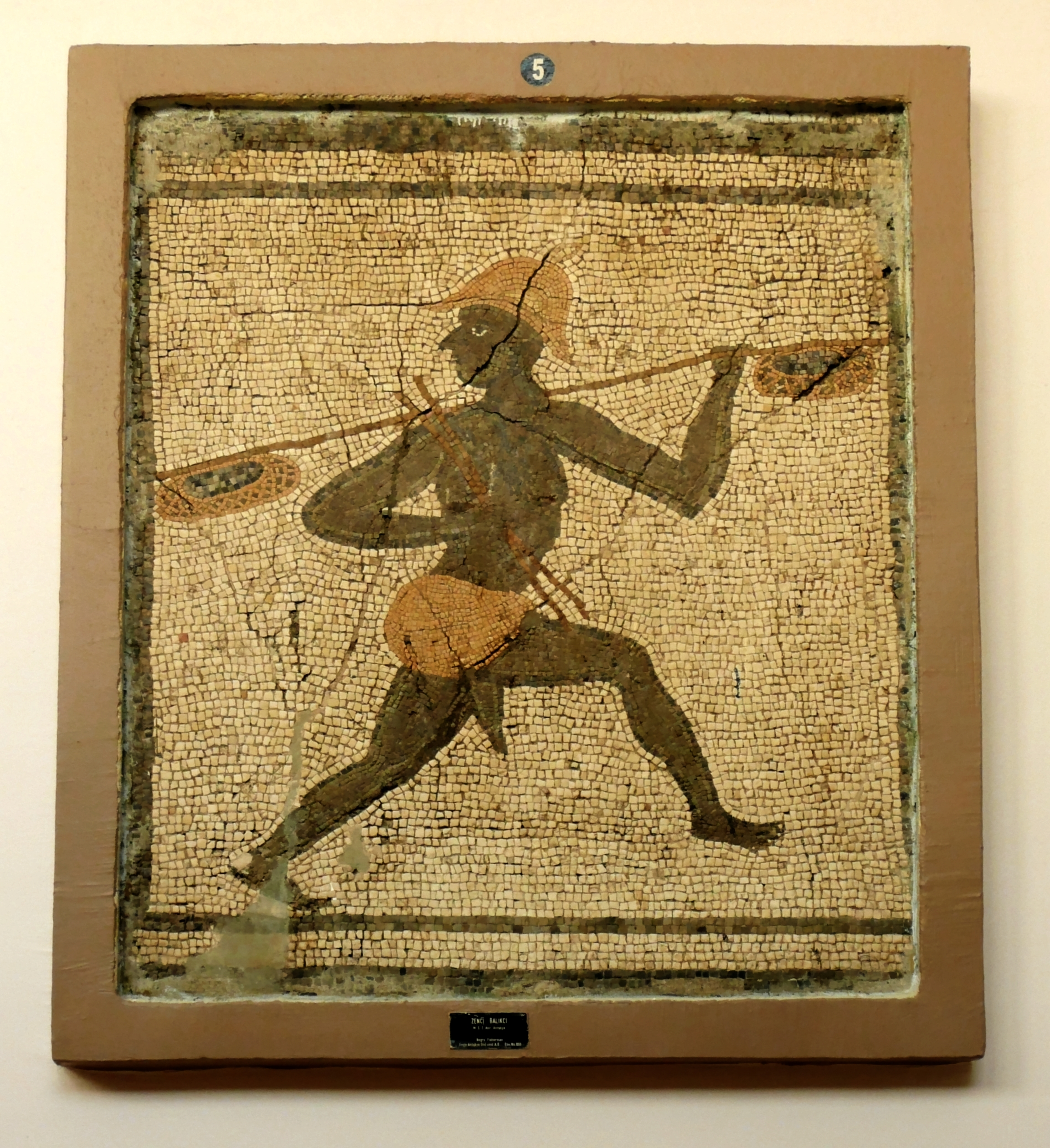
De vissende moor

Naast de mozaïeken is in het museum ook een rijke verzameling Assyrische, Hittitische, Hellenistische, Romeinse en Byzantijnse kunstvoorwerpen te bezichtigen.

Andere artefacten
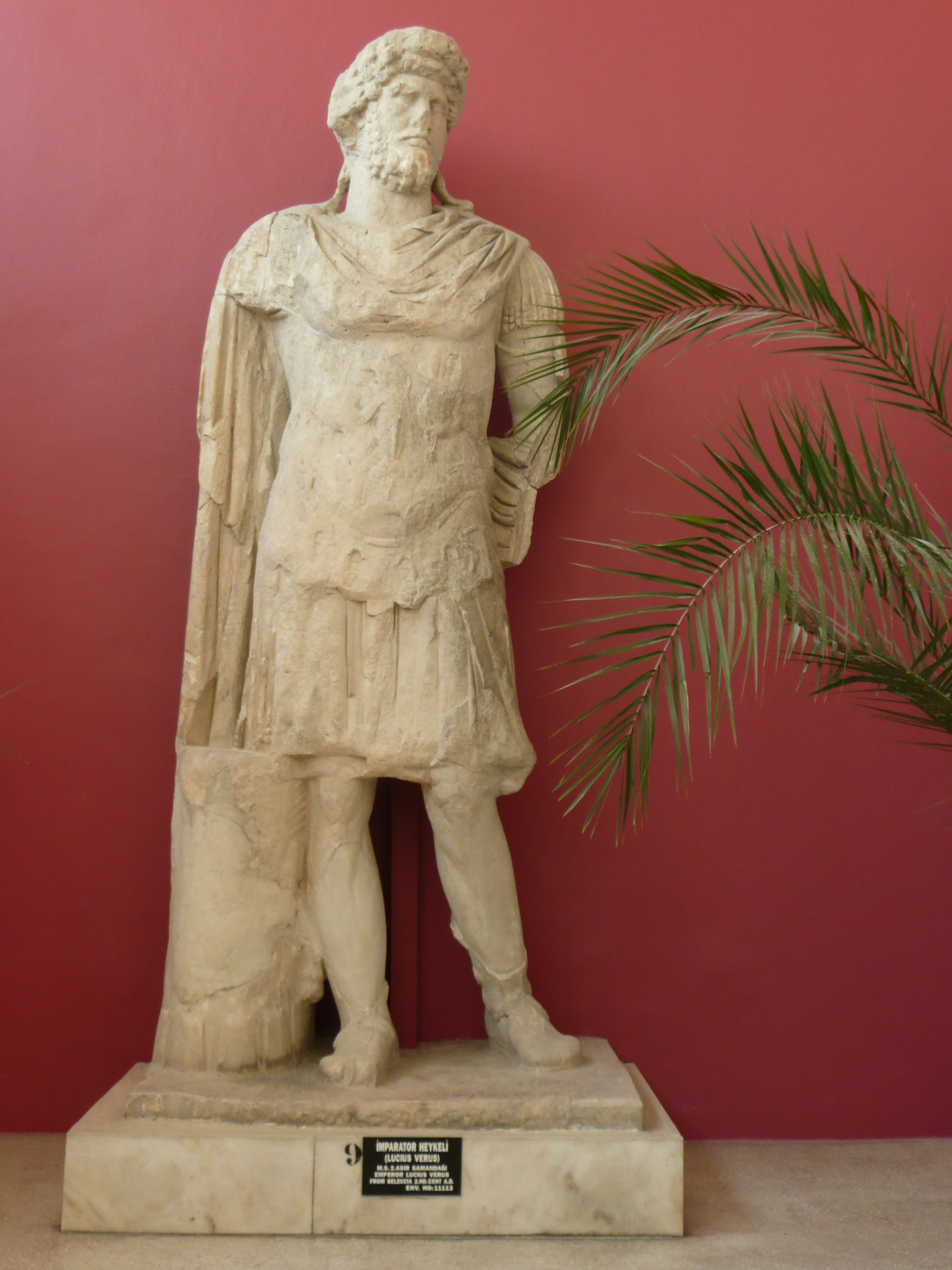
Lucius Verus
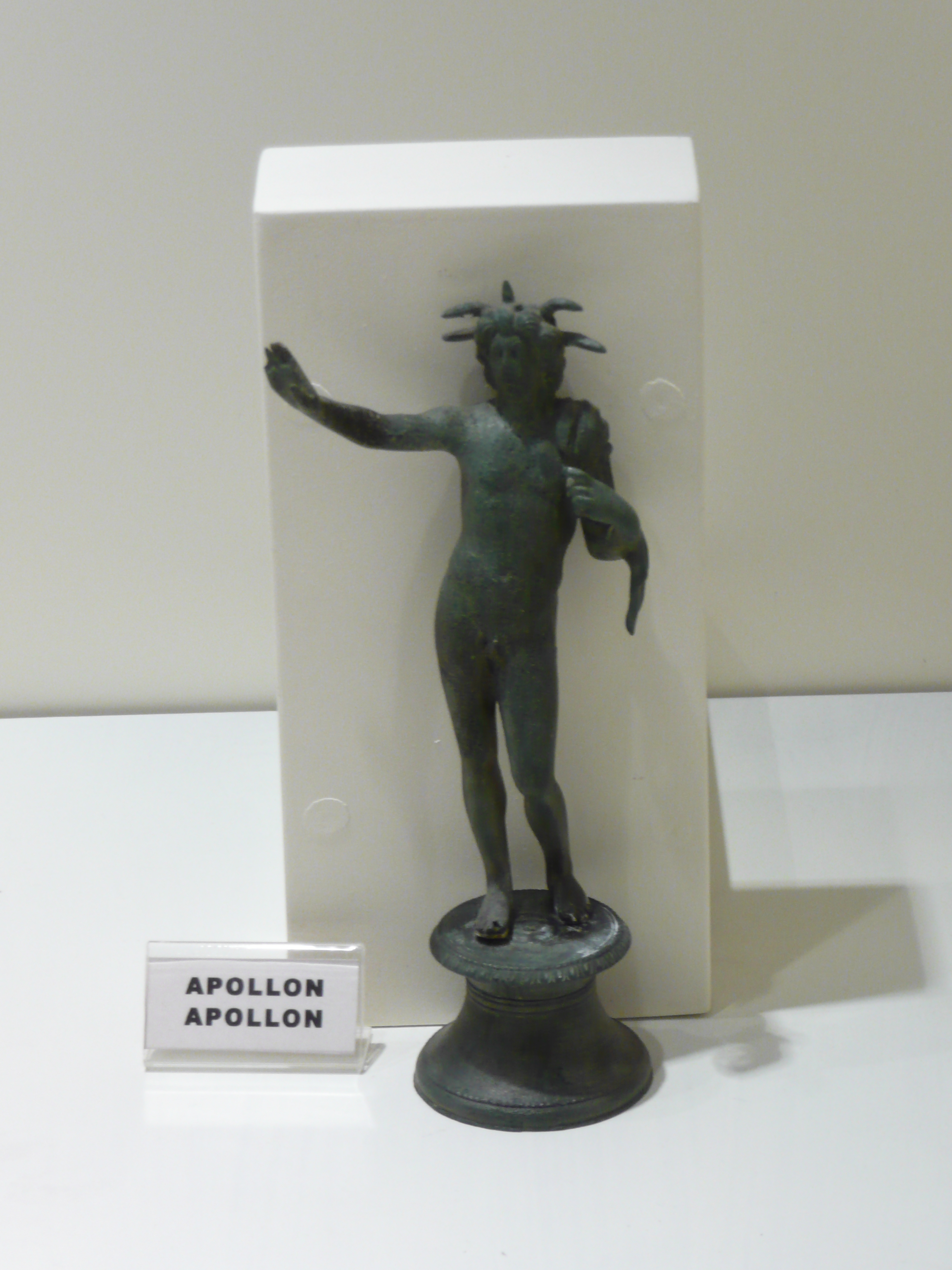
Apollo
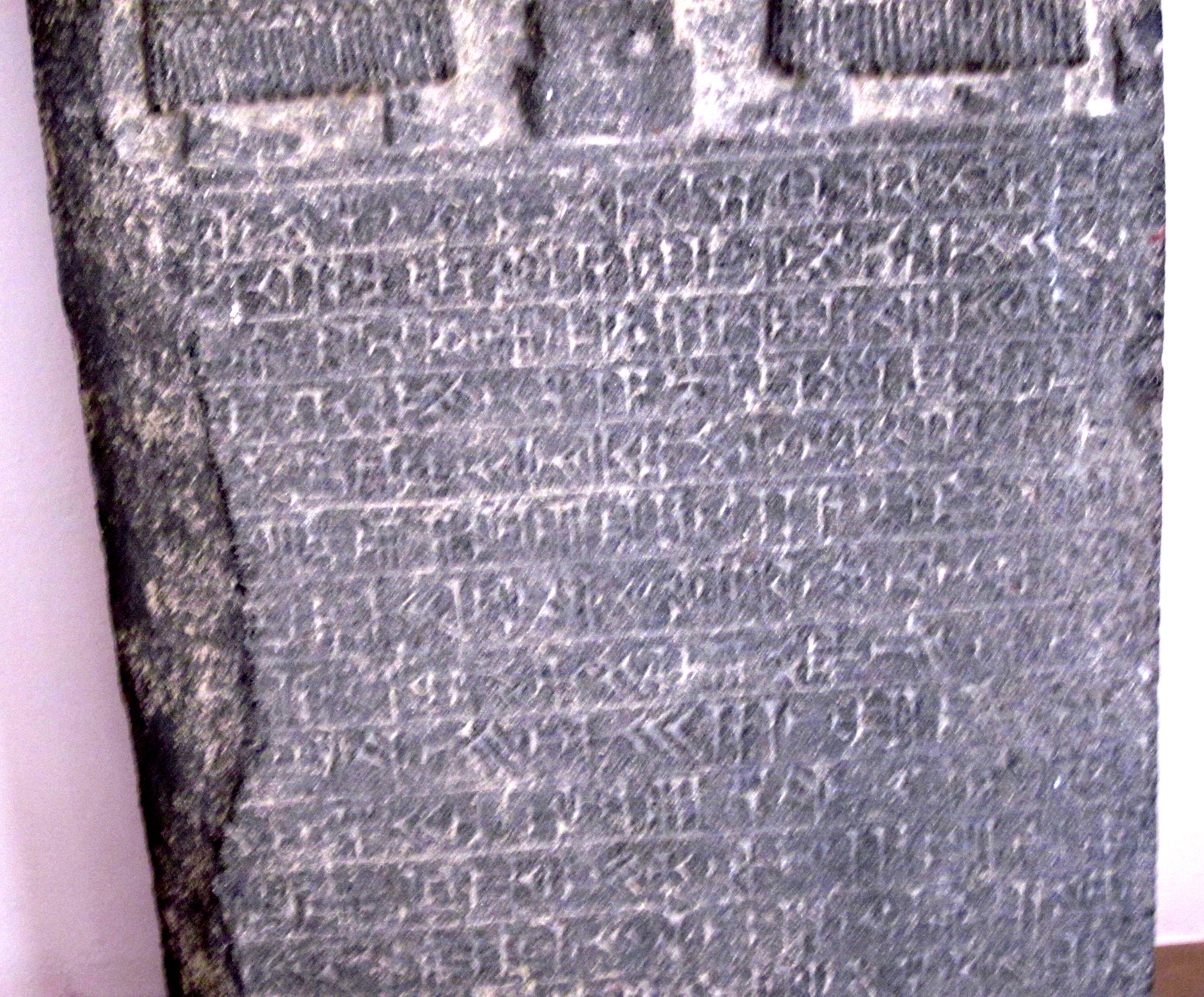
Antakya Stèle